# Arre (Francia)
 Arre  es una población y comuna francesa, en la región de Languedoc-Rosellón, departamento de Gard, en el distrito de Le Vigan y cantón de Le Vigan.

## Demografía
| 420 | 388 | 315 | 320 | 296 | 283 |
| Para los censos de 1962 a 1999 la población legal corresponde a la población sin duplicidades (Fuente: INSEE [Consultar]) |     |     |     |     |     |